# Serra del Verdiguers
La Serra del Verdiguers és una serra situada al municipi de Cava a la comarca de l'Alt Urgell, amb una elevació màxima de 1.552 metres.